# Paolo Monelli (calciatore)
Paolo Monelli (Castelnovo ne' Monti, 27 gennaio 1963) è un allenatore di calcio ed ex calciatore italiano, di ruolo attaccante.

## Caratteristiche tecniche
Monelli era un centravanti forte fisicamente, abile nel gioco aereo e di sponda per i compagni d'attacco.

## Carriera

### Giocatore

#### Club

Monelli (a sinistra) e Massaro al Monza nella stagione 1979-1980

Inizia l'attività nelle giovanili dello Scandiano, e nel 1977 passa nelle giovanili del Monza. Esordisce in prima squadra, allora in serie B, a  sedici anni, il 25 febbraio 1979, nella vittoria interna per 3-0 sul Rimini, subentrando nella ripresa a Massimo Silva e realizzando di testa il primo gol della formazione brianzola. Rimane a Monza altri due anni, per un totale di 62 presenze e 13 gol, segnalandosi come uno dei migliori giovani del campionato cadetto, e nel 1981 passa alla Fiorentina, voluto da Tito Corsi insieme al compagno di squadra Daniele Massaro.
Frenato da un infortunio nel ritiro estivo, esordisce nella massima serie il 4 ottobre 1981, nella vittoriosa trasferta sul campo del Catanzaro; nella sua prima stagione nella massima serie viene impiegato come rincalzo della coppia d'attacco titolare Graziani-Bertoni, collezionando 13 presenze nel campionato 1981-1982 concluso al secondo posto. Dopo una stagione in prestito all'Ascoli, sempre in Serie A, rientra a Firenze dove disputa altri quattro campionati, con un massimo di 12 reti nel campionato 1983-1984. Nelle stagioni successive il rendimento diminuisce, e viene messo sul mercato dalla formazione viola. Attraversa un lungo periodo senza segnare su azione, interrotto il 4 gennaio 1987 nella vittoria interna per 3-1 sul Napoli: approfittando del fatto che il portiere Claudio Garella, per tentare il pareggio in extremis, era salito in attacco, realizza il terzo gol con un tiro da oltre sessanta metri negli ultimi minuti della partita.
Nel 1987 scende di categoria, in Serie B, trasferendosi alla Lazio, con cui firma un contratto triennale. Nella formazione capitolina forma il tandem d'attacco con Giuseppe Galderisi e realizza 13 reti in campionato, tra le quali quella decisiva nello scontro diretto contro il Catanzaro e una doppietta all'ultima giornata contro il Taranto, partita che sancisce la promozione della Lazio in Serie A.
Al termine della stagione, pur essendo stato dichiarato incedibile dall'allenatore Eugenio Fascetti, viene ceduto al Bari dal presidente Gianmarco Calleri, per circa due miliardi di lire, provocando le dimissioni dello stesso Fascetti. Nel capoluogo pugliese, giocando in coppia con Lorenzo Scarafoni, ottiene una nuova promozione nella massima serie, a cui contribuisce con 10 reti in campionato (a cui se ne aggiungono altre 5 in Coppa Italia). Viene riconfermato anche per il campionato successivo, nel quale i galletti raggiungono la salvezza: Monelli realizza 4 reti e contribuisce alla vittoria nella Mitropa Cup, nella quale segna il primo gol nella vittoriosa partita contro il Pécs.
Nel 1990 torna in Serie B, passando al Pescara in uno scambio che porta Giacomo Dicara in Puglia. Nel corso del campionato 1990-1991 subisce un grave infortunio al ginocchio che lo tiene fermo per tutta la stagione successiva, conclusa con la promozione in Serie A; una volta ristabilitosi, entra in conflitto con la società per questioni contrattuali e viene posto tra i cedibili. Nel gennaio del 1993 accetta di scendere in Serie C1 trasferendosi al Vicenza: in Veneto disputa 10 partite di campionato senza realizzare reti, e a fine stagione rimane svincolato. Prosegue la carriera nei campionati di terza serie con Nola, Crevalcore e Palazzolo, e nella stagione 1996-1997 vince il campionato di Eccellenza Lombardia con il Cantalupo, prima di concludere definitivamente la carriera nella Frassati Codogno e nella Canzese.
Complessivamente vanta 167 presenze in Serie A, 150 in Serie B e 65 in Serie C.

#### Nazionale
Ha esordito nella Nazionale Italiana Under-21 diciassettenne, nel 1980, ed è stato convocato dal commissario tecnico Azeglio Vicini anche nei quattro anni successivi. Con gli Azzurrini partecipa anche all'Europeo 1984; chiude l'esperienza in maglia azzurra con 15 presenze e 4 reti.

### Allenatore
A partire dal 2000 inizia l'attività di allenatore delle giovanili del Monza, guidando le formazioni Berretti, Primavera e Allievi, fino all'estate 2013, quando lascia la formazione brianzola.  Nel 2017 intraprende una nuova avventura in brianza allenando le giovanili della Carugo Accademy. Nel 2020 è supervisore della Virtus calcioe nel 2021 coordina la scuola calcio del Nuova Usmate.
Dal 2022 torna al Monza, dove allena l'Under-19 femminile per un biennio e dal 2024 riveste l'incarico di collaboratore tecnico seguendo l'attività delle società sportive affiliate. 

## Palmarès

### Giocatore

#### Club

##### Competizioni nazionali
- Eccellenza: 1

Cantalupo: 1996-1997 (girone A lombardo)

##### Competizioni internazionali
- Coppa Mitropa: 1

Bari: 1990